# Pleurothallis asplundii
Pleurothallis asplundii är en orkidéart som beskrevs av Carlyle August Luer. Pleurothallis asplundii ingår i släktet Pleurothallis och familjen orkidéer. Inga underarter finns listade i Catalogue of Life.